# پومرون-سوپنام
پومرون-سوپنام (به لاتین: Pomeroon-Supenaam) ناحیه ای از تقسیمات کشوری گویان است.

## خصوصیات
پومرون-سوپنام ۶٬۱۹۵ کیلومترمربع مساحت و ۴۶٬۸۱۰ نفر جمعیت دارد.